# Nicholson (Misisipi)
Nicholson es un lugar designado por el censo ubicado en el condado de Pearl River en el estado estadounidense de Misisipi. En el año 2010 tenía una población de 3,092 habitantes.

## Geografía
Nicholson se encuentra ubicado en las coordenadas 30°28′39.1″N 89°41′38.14″O / 30.477528, -89.6939278.